# 1.ª edición de los Premios Grammy
La 1.ª edición de los Premios Grammy se celebró el 4 de mayo de 1959 en el Beverly Hilton Hotel de la ciudad de Los Ángeles y Nueva York, en reconocimiento a los logros discográficos alcanzados por los artistas musicales durante el año anterior. El evento fue presentado por el cómico Mort Sahl.

## Ganadores

### Generales
- Grabación del año
  - Domenico Modugno por "Nel blu dipinto di blu (Volare)"
- Álbum del año
  - Henry Mancini por The Music from Peter Gunn
- Canción del año
  - Domenico Modugno por "Nel blu dipinto di blu (Volare)"

### Clásica
- Mejor interpretación clásica - Orquesta
  - Felix Slatkin (director) & Hollywood Bowl Orchestra por Offenbach: Gaîté Parisienne
- Mejor interpretación clásica - Instrumentista (que no sea con acompañamiento concertístico)
  - Van Cliburn, Kiril Kondrashin (director) & Symphony of the Air por Chaikovski: Concierto para piano n.º 1, Op.23
- Mejor interpretación clásica - Instrumentista (excepto con acompañamiento de concierto)
  - Andrés Segovia por Segovia Golden Jubilee
- Mejor interpretación clásica - Música de cámara (incluyendo orquesta de cámara)
  - Hollywood String Quartet por Beethoven: Cuarteto de cuerdas n.º 13
- Mejor interpretación clásica - Solista vocal (con o sin orquesta)
  - Renata Tebaldi por Operatic Recital
- Mejor interpretación clásica - Operística o coral
  - Roger Wagner (director de coro) & Roger Wagner Chorale por Virtuoso

### Comedia
- Mejor álbum de comedia
  - Ross Bagdasarian Sr. como "David Seville and the Chipmunks" por "The Chipmunk Song (Christmas Don't Be Late)"

### Composición y arreglos
- Mejor composición musical grabada y publicada por primera vez en 1958 (de más de 5 minutos de duración)
  - Nelson Riddle (compositor) por "Cross Country Suite"
- Mejor arreglo
  - Henry Mancini (arreglista e intérprete) por The Music from Peter Gunn

### Country
- Mejor interpretación country & western
  - The Kingston Trio por "Tom Dooley"

### Espectáculos musicales
- Mejor álbum de reparto original (Broadway o TV)
  - Meredith Willson (compositora) & el reparto original con Robert Preston, Barbara Cook, David Burns, Eddie Hodges, Pert Kelton & Helen Raymond por The Music Man
- Mejor álbum de banda sonora, partitura de película dramática o reparto original
  - André Previn & el reparto original por Gigi (Original Motion Picture Soundtrack)

### Hablado
- Mejor interpretación, Documental o Hablado
  - Stan Freberg por The Best of the Stan Freberg Shows

### Infantil
- Mejor grabación para niños
  - Ross Bagdasarian Sr. como "David Seville and the Chipmunks" por "The Chipmunk Song (Christmas Don't Be Late)"

### Jazz
- Mejor interpretación de jazz, solista
  - Ella Fitzgerald por Ella Fitzgerald Sings the Duke Ellington Songbook
- Mejor interpretación de jazz, grupal
  - Count Basie por Basie